# 奧田達郎

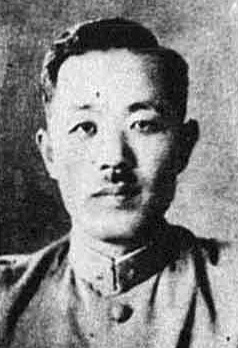
奧田達郎

奧田達郎（1898年1月12日—？），東京帝國大學畢業，為日本昭和前期之台灣日治時期政府官員。
他於1939年奉令接替松崗一衛擔任台灣台中州知事。管轄今台中市、台中縣、彰化縣、南投縣等區域。戰後擔任廣島市助役（副市長）。
| 前任： 松崗一衛 | 台中州知事 1939年上任 | 繼任： 森田俊介 |